# 边穴华蜗牛
边穴华蜗牛（学名：Cathaica cavimargo）为巴蜗牛科华蜗牛属的动物。分布于俄罗斯、阿富汗以及中国大陆的新疆等地，生活环境为陆地，主要栖息于农田埂路边山坡潮湿的杂草丛中、松软泥土里以及石块落叶下多腐殖质的地方。